# Charles Mauron
Charles Mauron (n. 27 iunie 1899, Saint-Rémy⁠(d), Provence-Alpes-Côte d'Azur, Franța – d. 5 decembrie 1966, Saint-Rémy-de-Provence⁠(d), Provence-Côte d'Azur-Corse⁠(d), Franța) a fost un traducător și critic literar francez.
A tradus din autori englezi ca E.M. Forster și Virginia Woolf.
În ceea ce privește critica literară, metoda sa psiho-critică a reprezentat o sinteză a sugestiilor oferite de psihanaliză și de critica stilistică și cea tematică și propune studierea „metaforelor obsedante” ale operei, în scopul descifrării „mitului personal” al scriitorului (confruntat ulterior cu datele biografice ale vieții sale), pentru reconstituirea unității structurale a universului tematic.

## Scrieri
- 1941: Mallarmé l'obscur ("Mallarmé obscurul");
- 1950: Introduction à la psychanalise de Mallarmé ("Introducere în psihanaliza lui Mallarmé");
- 1957: L'inconscient dans l'œuvre et la vie de Racine ("Introducere în opera și viața lui Racine");
- 1962: Des métaphores obsédantes au mythe personnel ("De la metaforele obsedante la mitul personal"), studiul său fundamental;
- 1964: Psychocritique du genre comique ("Psihocritica genului comic").